# Phare de Tramuntana
Le Phare de Tramuntana est un phare situé sur le Cap de Tramuntana de la petite île de Sa Dragonera à 700 m de Majorque, dans l'archipel des Îles Baléares (Espagne).
Il est géré par l'autorité portuaire des îles Baléares (Autoridad Portuaria de Baleares) au port d'Alcúdia.

## Histoire
Il a été construit sur l'élévation la plus haute face à Majorque.  Il est le deuxième phare le plus haut de l'île, après le phare de Na Popia qui s'élève à 360 m au-dessus du niveau de la mer .
Il avait été projeté de n'y construire qu'une lumière permanente montée sur une tourelle métallique et entretenue par le personnel du phare de Llebeig . La décision définitive fut de construire, à partir de 1907, une station avec une tour et un logement pour les gardiens.
Le système optique d'origine a été retiré en 1960, et remplacé par un système d'éclairage fonctionnant au gaz d'acétylène, ne nécessitant plus une présence humaine permanente. Le phare a été automatisé en 1961. Le système optique original a été placé au phare de Porto Colom en 1965.
Les anciens bâtiments techniques ont été reconvertis pour abriter une exposition permanente de l'histoire maritime de Sa Dragonera.
Identifiant : ARLHS : BAL-029 ; ES-35310 - Amirauté : E0284 - NGA : 5036 .